# Tập tạ

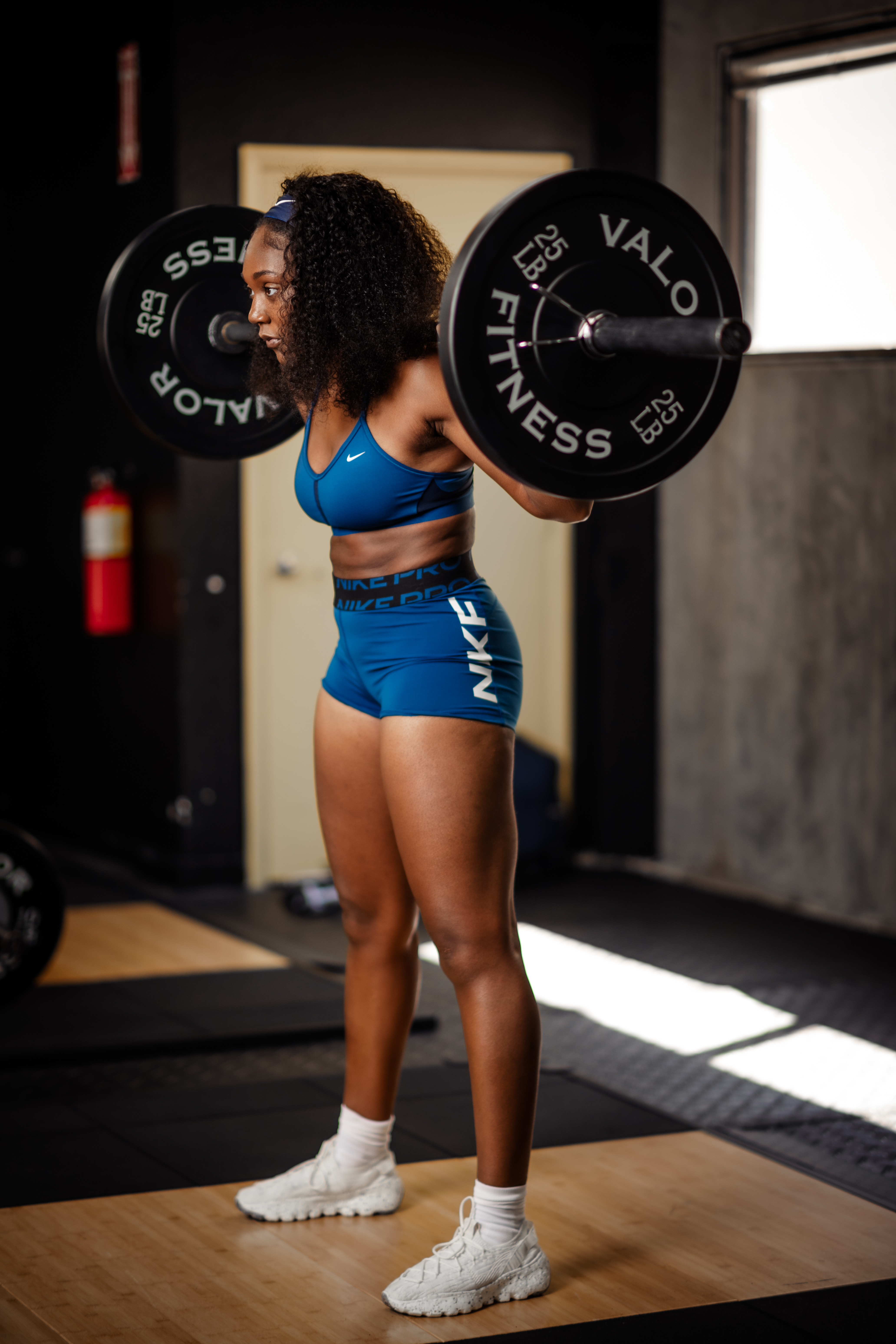
Một phụ nữ đang tập tạ, động tác đang sử dụng là động tác gánh tạ, đưa thanh tạ ra sau phần vai lưng và dùng sức đùi để thực hiện động tác lên xuống

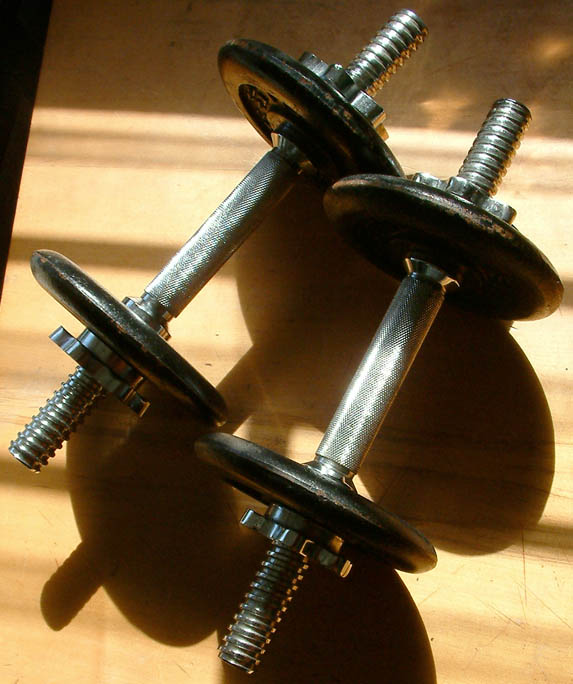
Một cặp tạ đơn điều chỉnh được khối lượng với các đĩa tạ 2 kg

Tập tạ hoặc nâng tạ (tiếng Anh: weightlifting), thường đề cập đến các bài tập thể dục và thể thao trong đó một người nâng tạ, thường ở dạng tạ đơn, tạ đòn hoặc máy tập tạ. Con người tham gia nâng tạ vì nhiều lý do khác nhau. Chúng có thể bao gồm: phát triển sức mạnh thể chất; tăng cường sức khỏe và thể lực; thi đấu các môn thể thao cử tạ; và phát triển một vóc dáng cơ bắp và thẩm mỹ. Theo một bài viết trên tờ The New York Times, tập tạ có thể ngăn ngừa một số khuyết tật, tăng cường trao đổi chất và giảm mỡ cơ thể. Sử dụng tạ tự do, so với máy móc, không chỉ cải thiện sức mạnh mà còn cải thiện chức năng cơ bắp ở người lớn tuổi còn khỏe mạnh.